# 2009年至2010年英格兰足总杯
2009–10赛季英格兰足总杯是这项世界上历史最悠久的淘汰制足球杯赛的第129届赛事。与前一赛季一样，共有762支球队获准参赛。
本届赛事资格赛于2009年8月15日打响。决赛在温布利球场举行，对阵双方为卫冕冠军切尔西与2008年冠军朴茨茅斯。最终切尔西夺得冠军。
通常，足总杯冠军将自动获得参加下一赛季欧联杯附加赛的资格。由于切尔西夺得该季英超冠军而朴茨茅斯则因财政危机被正式接管，不符合欧足联的参赛资格，故不能参加欧联杯，因此该欧洲联赛附加赛资格由当季英超第七的利物浦获得。

## 第六圈
| 第一隊   | 比數 | 第二隊     |
| -------- | ---- | ---------- |
| 車路士   | 2–0  | 史篤城     |
| 富咸     | 0–0  | 熱刺       |
| 雷丁     | 2–4  | 阿士東維拉 |
| 樸茨茅夫 | 2–0  | 伯明翰城   |

### 重賽
| 第一隊 | 比數 | 第二隊 |
| ------ | ---- | ------ |
| 熱刺   | 3–1  | 富咸   |

## 四強
| 第一隊     | 比數     | 第二隊   |
| ---------- | -------- | -------- |
| 阿士東維拉 | 0–3      | 車路士   |
| 熱刺       | 0–2（a） | 樸茨茅夫 |

## 決賽
| 2010年5月15日 15:00 |

| 車路士     | 1–0  | 樸茨茅夫 |
| ---------- | ---- | -------- |
| 杜奧巴 59' | 報告 |          |

| 倫敦，温布利球场 觀眾人數：88,335人 ：Chris Foy |